# Ricania obliqua
Ricania obliqua är en insektsart som först beskrevs av Walker 1851.  Ricania obliqua ingår i släktet Ricania och familjen Ricaniidae. Inga underarter finns listade i Catalogue of Life.